# Maria Vorontsova
Maria Vorontsova ( russo:  Мария Воронцова, Predefinição:Née Mariya Vladimirovna Putina, Мария Владимировна Путина; nascida em 28 de abril de 1985), também conhecida como Maria Faassen, é uma endocrinologista pediátrica russa. Ela é a filha mais velha do presidente russo Vladimir Putin .

## Vida pregressa

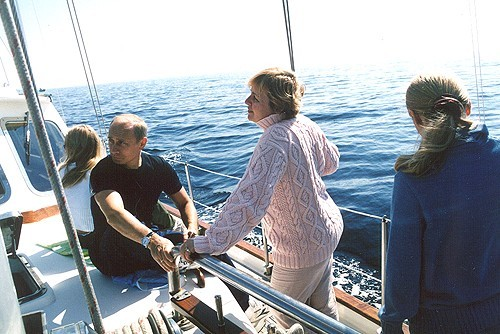
(L–R) Katerina, Vladimir, Lyudmila e Maria em Primorsky Krai em 2002

Nasceu em Leningrado, Rússia SFSR (agora São Petersburgo, Rússia), a filha mais velha de Vladimir Putin e Lyudmila Putina (nascida Shkrebneva). Ela frequentou a escola alemã em Dresden, Alemanha Oriental, enquanto sua família morava lá na década de 1980. Depois que sua família retornou a Leningrado na primavera de 1991, ela frequentou a Peterschule (em russo:  Петершуле), um ginásio alemão em São Petersburgo. Mais tarde, durante as violentas guerras de gangues envolvendo a Gangue Tambov, enquanto tomava o controle do comércio de energia de São Petersburgo, ela e sua irmã Katerina foram enviadas por seu pai, que temia por sua segurança, para a Alemanha, onde seu guardião legal era o ex- Stasi Matthias Warnig, que havia trabalhado com seu pai em Dresden como parte de uma célula da KGB e estabeleceu a filial do Dresdner Bank em São Petersburgo. 
Ela tocou violino para um café da manhã diplomático patrocinado pelo consulado-geral russo de Hamburgo em 1995.   Mais tarde, depois que sua família se mudou para Moscou, ela frequentou a Escola Alemã de Moscou, uma escola intimamente associada à Embaixada da Alemanha em Moscou para filhos de diplomatas. Ela se formou após 11 anos de escola. Três anos depois, ela começou seus estudos universitários, matriculando-se junto com Katerina como alunas do primeiro ano.

## Estudos
Estudou biologia na Universidade Estadual de São Petersburgo e se formou em medicina na Universidade Estadual de Moscou em 2011. Com Ivan Ivanovich Dedov (em russo:  Иван Иванович Дедов) como orientador, foi doutoranda no Centro de Pesquisa em Endocrinologia de Moscou, dirigido por Dedov e que administra o projeto de caridade Alfa-Endo, para crianças com doenças endócrinas . Alfa-Endo é financiado pelo Alfa-Bank de Petr Aven e Mikhail Fridman do Grupo Alfa .
Entre 2013 e 2015, Vorontsova foi coautora de cinco estudos, incluindo "O status do sistema antioxidante do sangue em pacientes com acromegalia ativa". Ela também, em 2015, foi coautora de um livro sobre nanismo idiopático em crianças. Vorontsova é creditada como conselheiro de Putin em engenharia genética, especialmente no uso de CRISPR para criar bebês geneticamente modificados.

## Sanções
Em 6 de abril de 2022, por causa da invasão russa da Ucrânia, Vorontsova foi sancionada pelos Estados Unidos por ser filha adulta de Vladimir Putin. O Departamento do Tesouro dos Estados Unidos declarou: "Vorontsova lidera programas financiados pelo Estado que receberam bilhões de dólares do Kremlin para pesquisas genéticas e são supervisionados pessoalmente por Putin". Em 8 de abril, o Reino Unido e a União Europeia também impuseram sanções a Vorontsova. Em 12 de abril, o Japão impôs sanções a ela.

## Vida pessoal
Vorontsova casou-se com o empresário holandês Jorrit Faassen no verão de 2008 em Wassenaar, na Holanda . Eles têm um filho, nascido em agosto de 2012. Em 2013, eles moravam em uma cobertura no topo do prédio residencial mais alto de Voorschoten . Em 2014, residentes holandeses pediram a expulsão de Vorontsova do país depois que o voo 17 da Malaysia Airlines foi abatido por rebeldes pró-Rússia na Ucrânia. Em 2015, foi relatado que Vorontsova e Faassen estavam morando em Moscou. Em 2022, foi relatado que eles não são mais casados.
Vorontsova é casada com Yevgeny Nagorny, que trabalha na empresa russa de petróleo e gás Novatek . Eles têm um filho, nascido em abril de 2017.